# Xã St. Paul, Quận Stutsman, Bắc Dakota
Xã St. Paul (tiếng Anh: St. Paul Township) là một xã thuộc quận Stutsman, tiểu bang Bắc Dakota, Hoa Kỳ. Năm 2010, dân số của xã này là 71 người.